# Hôtel Dahus
L'hôtel du capitoul Pierre Dahus ou, simplement hôtel Dahus, est un hôtel particulier de Toulouse, situé au no 9 rue Théodore-Ozenne. Il est construit dans les années 1460 ou 1470 pour le juge Pierre Dahus, capitoul en 1474-1475. Il appartient, au début du XVIe siècle, au fils du capitoul Pierre de Roquette, ce qui explique qu'on lui ait parfois appelé, à tort, hôtel Roquette. Il a en revanche bien appartenu à Guillaume de Tournoer, conseiller, puis président au Parlement de Toulouse, qui fit modifier la tour d'escalier en 1532, à laquelle on donne le nom de tour Tournoer. Au début du XXe siècle, l'hôtel est éventré par le percement de la rue Théodore-Ozenne, dont les travaux ne laissent subsister qu'une partie du logis principal.
L'hôtel conserve des éléments caractéristiques de l'architecture civile gothique toulousaine de la fin du XVe siècle. Le logis, couronné de mâchicoulis aveugles et de créneaux, signe de domination seigneuriale, possédait une tour d'escalier. En 1532, l'hôtel est remanié dans le goût de la Renaissance : de grandes fenêtres à meneaux sont percées et la tour est démolie pour être reconstruite – elle n'est cependant achevée que dans la 2e moitié du XVIIe siècle. L'hôtel est inscrit à l'inventaire supplémentaire des monuments historiques en 1925.

## Histoire
Dans la seconde moitié du XVe siècle, Pierre Dahus appartient à l'élite urbaine toulousaine. Docteur ès lois, il est juge de Villelongue, puis juge d'appeaux des causes civiles de la sénéchaussée de Toulouse en 1475. En 1474-1475, il est élu capitoul pour la partie de Saint-Barthélémy. Dans les années 1460-1470, il possède un vaste domaine, où il fait construire son hôtel particulier, entre la rue de Pierre-Boyer (actuel no 2 et 4 rue d'Aussargues), où se trouve l'entrée principale, la rue Guilhem-Bernard-Parador (emplacement des actuels no 34 et 36 rue du Languedoc) et la rue de Belcastel (ancien no 7 rue de la Pleau), où se trouvent les dépendances. En 1483, l'hôtel de Pierre Dahus passe à sa veuve, Jeanne de Réserces. Elle vend une partie de l'hôtel, à l'angle de la rue Guilhem-Bernard-Parador (emplacement de l'actuel no 36 rue du Languedoc) à Augier d'Anglade, seigneur de Roquettes. En 1504, Vincent de Roquette, fils du capitoul Pierre de Roquette, achète quant à lui l'hôtel Dahus. Il le loue, entre 1518 et 1521, à Pierre de Nupces, conseiller au Parlement de Toulouse depuis 1504.
En 1528, l'hôtel est passé à Guillaume de Tournoer, seigneur de Mimasson et de Villaine, deuxième président au Parlement en 1508. À la mort de son fils, Gabriel de Tournoer, seigneur de Fonbeauzard et conseiller au Parlement, il reprend son office de parlementaire. Il fait alors abattre l'ancienne tour d'escalier et ordonne d'en construire une nouvelle, qui reste cependant inachevée au moment de sa mort, un an plus tard, alors que l'hôtel passe à la veuve de Gabriel de Tournoer. En 1544, l'hôtel et ses dépendances sont démembrés : la veuve de Gabriel de Tournoer conserve l'hôtel principal (actuels no 2 et 4 rue d'Aussargues), tandis que les dépendances sur la rue Guilhem-Bernard-Parador sont cédées à un de ses fils, Jean de Tournoer, prévôt de la cathédrale Saint-Étienne, conseiller en 1543 et président de 1559 à 1576, avant de passer en 1550 à Accurse de Tournoer, seigneur de Fonbeauzard et greffier criminel au Parlement de 1534 à 1571, puis, vers 1579, à son fils, Laurent de Tournoer, conseiller en 1570 et greffier civil de 1573 à 1580. Les dépendances sur la rue de Belcastel (ancien no 7 rue de la Pleau) sont vendues au docteur en droit Pierre Peyranne.
En 1579, Marguerite de Rivière, fille du conseiller Jacques de Rivière, vend à l'évêque de Lombez, Pierre de Lancrau, l'hôtel de Bérenguier Maynier, qu'elle occupait avec son époux, le greffier du Parlement Jean Burnet, et achète dans le même temps l'hôtel Dahus. En 1585, sa nièce, Marguerite de Lafiteau, et l'époux de cette dernière, Jean de Toupignon, conseiller de 1574 à 1597, héritent de l'hôtel. Il passe en 1597 à leur fils, Georges de Toupignon, conseiller de 1600 à 1614, mais il ne le conserve pas, car en 1600, il le cède à un de ses cousins, Marc Calvière, conseiller depuis 1593, avocat général en 1611, puis président en 1621. À sa mort, en 1635, c'est son fils, Marc Calvière, avocat général en 1627 et conseiller en 1643, qui en hérite. À une date incertaine, entre 1642 et 1679, l'hôtel Dahus passe aux Cominihan et reste dans cette famille jusqu'au Premier Empire. Il est certain qu'il appartient, en 1679, à Hyacinthe de Cominihan, trésorier général de France. En 1727, il est passé à François de Cominihan, puis, en 1740, à la veuve de Bernard de Cominihan d'Olive et, en 1769, à son fils, Bertrand de Cominihan d'Olive.

## Protection
L'hôtel Dahus est inscrit aux monuments historiques depuis le 27 juin 1925.

## Description

### Logis principal
Bâti dans les années 1460-1470, l'édifice qui a conservé le nom d'hôtel Dahus après le démembrement de 1488 est rectangulaire, l'intérieur est divisé par un mur de refend devenu plus tard la façade sur la rue Ozenne. L'hôtel est couronné de faux créneaux et faux mâchicoulis, s'inspirant des châteaux seigneuriaux de la noblesse traditionnelle que cherchait à imiter la nouvelle noblesse de robe. Le percement de la rue Théodore-Ozenne en 1910 emporte la partie ouest de l'hôtel, mais une campagne de restauration transforme l'ancien mur de refend en façade ouest et restitue les fenêtres gothiques à croisée (disparues au XVIIIe siècle pour des fenêtres plus grandes).
Au pied de la tour, une porte basse s'ouvre sur un escalier qui donne accès à deux caves. L'une d'elles, aménagée à la Renaissance, possède quatre voûtes surbaissées à quatre arêtes, séparées par quatre arcs-doubleaux qui s'appuient sur un pilier central. Ces voûtes remplacèrent les planchers de charpente de la maison gothique, et furent construites à la même époque que la tour.

### Tour Tournoer

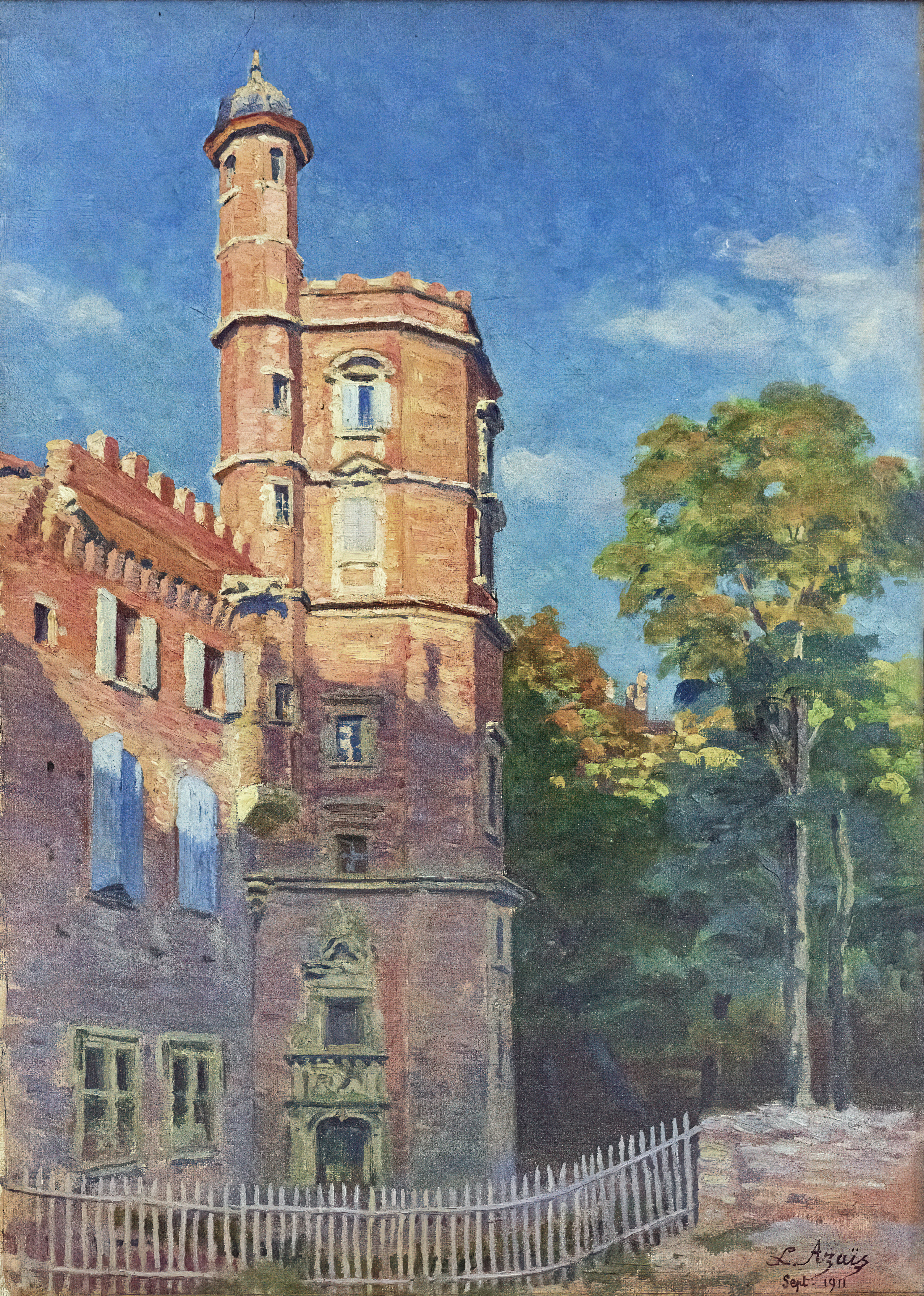
L'êtat du bâtiment en 1911 peint par Louis Azais Musée du Vieux Toulouse

La tour est construite en deux étapes, au XVIe siècle et au XVIIe siècle. Elle est commencée en 1532 à la demande du président au Parlement Guillaume de Tournoer, mais les travaux s'interrompent probablement à sa mort, en 1533. Dans l'angle rentrant ouest, à la hauteur du premier bandeau, subsiste un cul-de-lampe qui avait été destiné à soutenir la tourelle, qui ne fut pas construite.
Du côté ouest, la porte est mise en valeur par un ensemble sculpté en pierre, qui s'étage sur quatre niveaux. Au 1er niveau, la porte est encadrée de deux pilastres à chapiteaux corinthiens, qui supportent l'entablement sur lequel repose le décor du 2e niveau. Dans le cadre formé par deux pilastres à chapiteaux ioniques, deux lions soutiennent une urne funéraire à demi-voilée et posée sur un rocher, qui rappelle le souvenir du fils de Guillaume de Tournoer, Gabriel de Tournoer, mort le 21 mars 1532. Une fine corniche à modillons surmonte cet ensemble et sert d'appui à la fenêtre qui s'ouvre au 3e niveau. Elle est encadrée de rinceaux et de pilastres à chapiteaux corinthiens, qui supportent un entablement et un motif de sculpture, où se dessine, quoique martelée, la tour du blason des Tournoer, « d'azur à la tour d'argent crénelée, fenestrée et maçonnée de sable », entourée d'un cadre trilobé portant la devise latine « ESTO MICHI D[OMI]NE TURRIS FORTITUDINIS A FACIE I[N]IMICI » en français : « Sois pour moi, Seigneur, une tour de courage face à mon ennemi ». L'ensemble est surmonté de trois putti qui tiennent une guirlande de fleurs et une corne d'abondance.
La tour n'est complétée qu'au milieu du XVIIe siècle, en même temps qu'est construite la tourelle. Cette dernière repose sur une trompe, un peu au-dessus du cul-de-lampe qui avait été construit au XVIe siècle.
L'escalier à vis de la tour est le plus vaste de ce type des hôtels particuliers toulousains de la Renaissance. Le long du pilier se déroulent de volumineuses torsades aux multiples moulures. Au dernier palier, une colonne de pierre soutient une voûte cylindrique sur laquelle s'élèvent deux salles supérieures, desservies par la tourelle latérale. La première salle présente un plafond à poutres, décoré de peintures au pochoir. La tourelle latérale se termine par une étroite loge, percée de quatre fenêtres.

### Extérieur
Dans la cour, un puits, avec sa margelle taillée dans un seul bloc de pierre, a conservé sa ferronnerie.

Hôtel Dahus
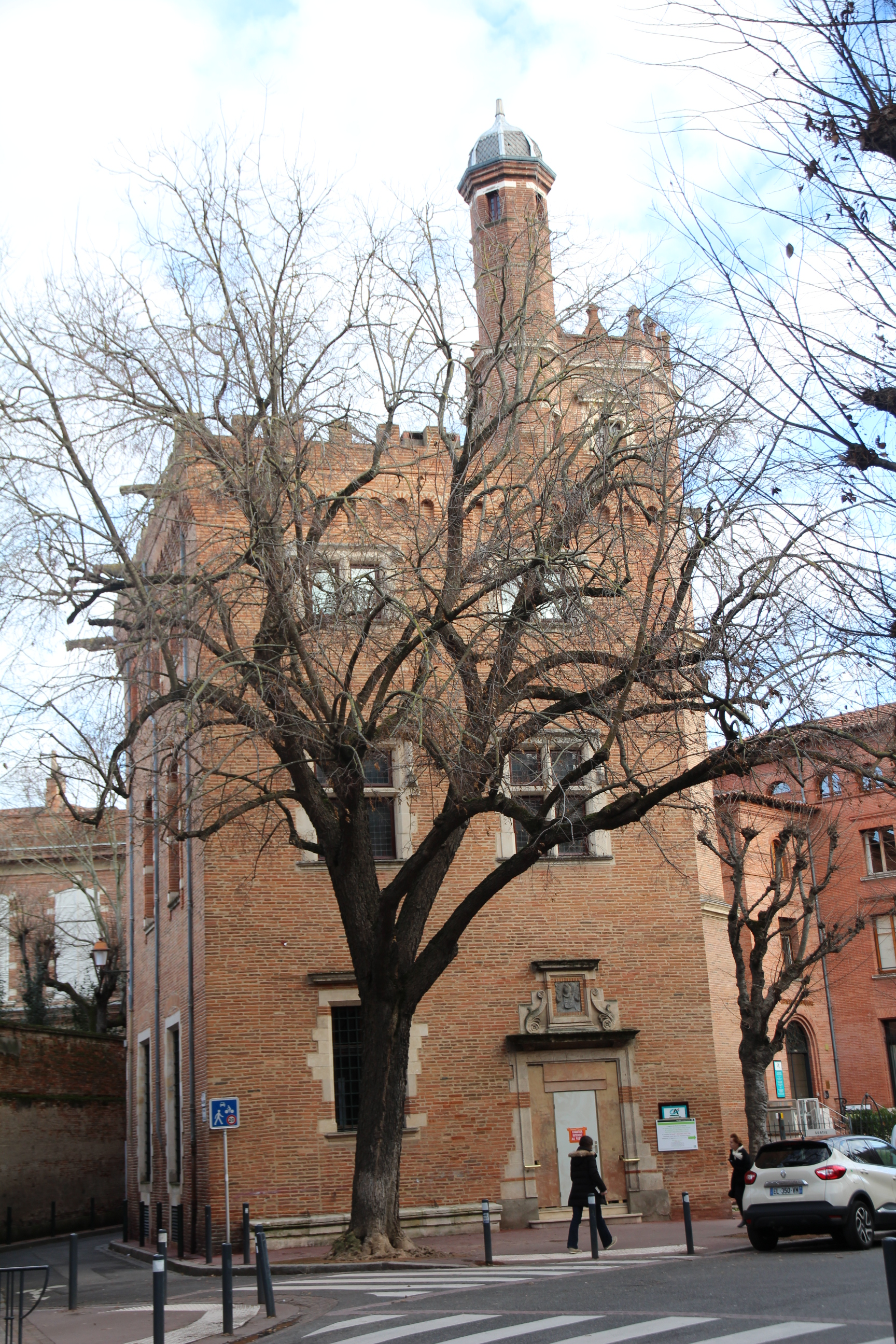
Hôtel Dahus
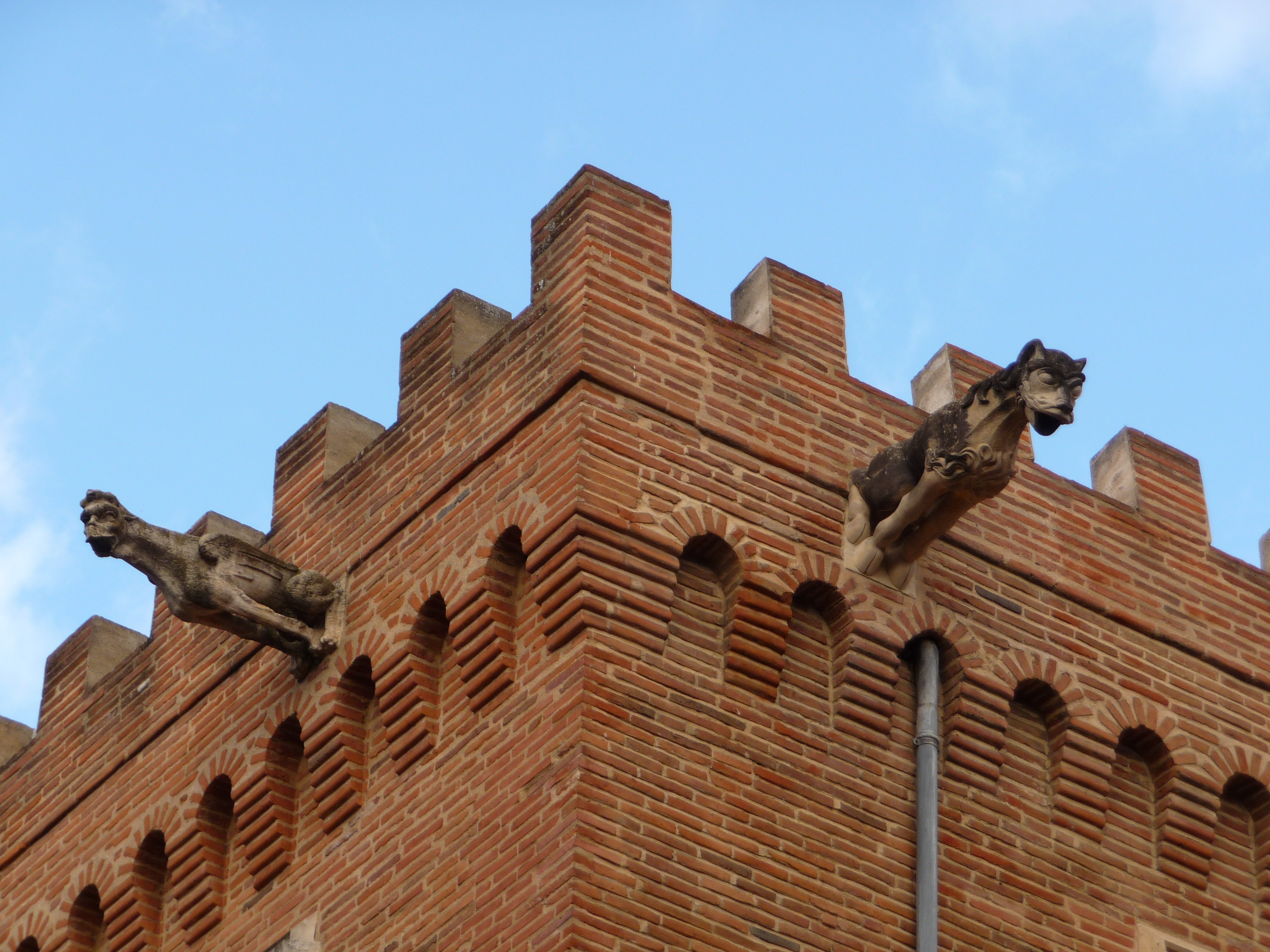
Gargouilles et faux mâchicoulis
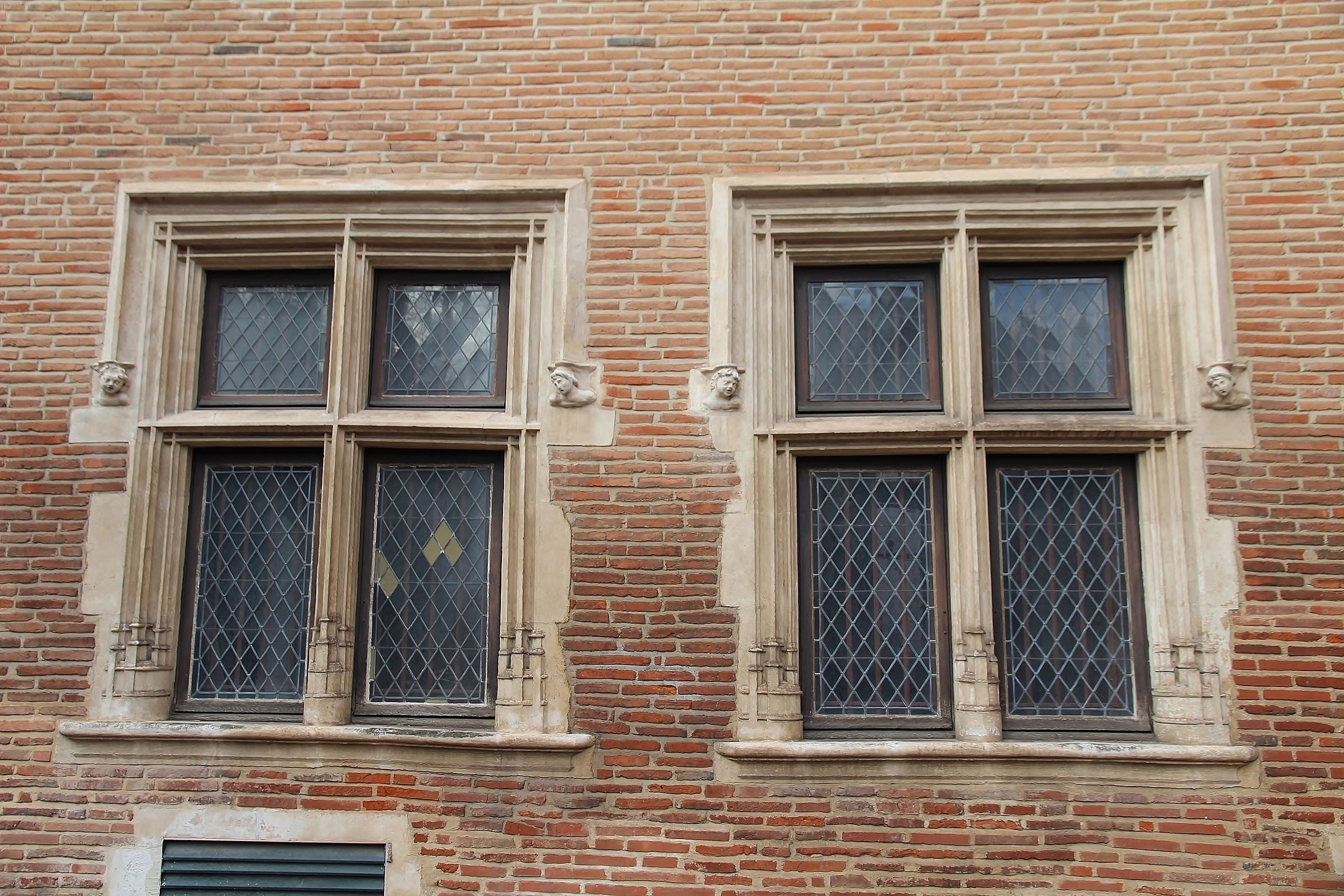
Fenêtres gothiques du XVe siècle
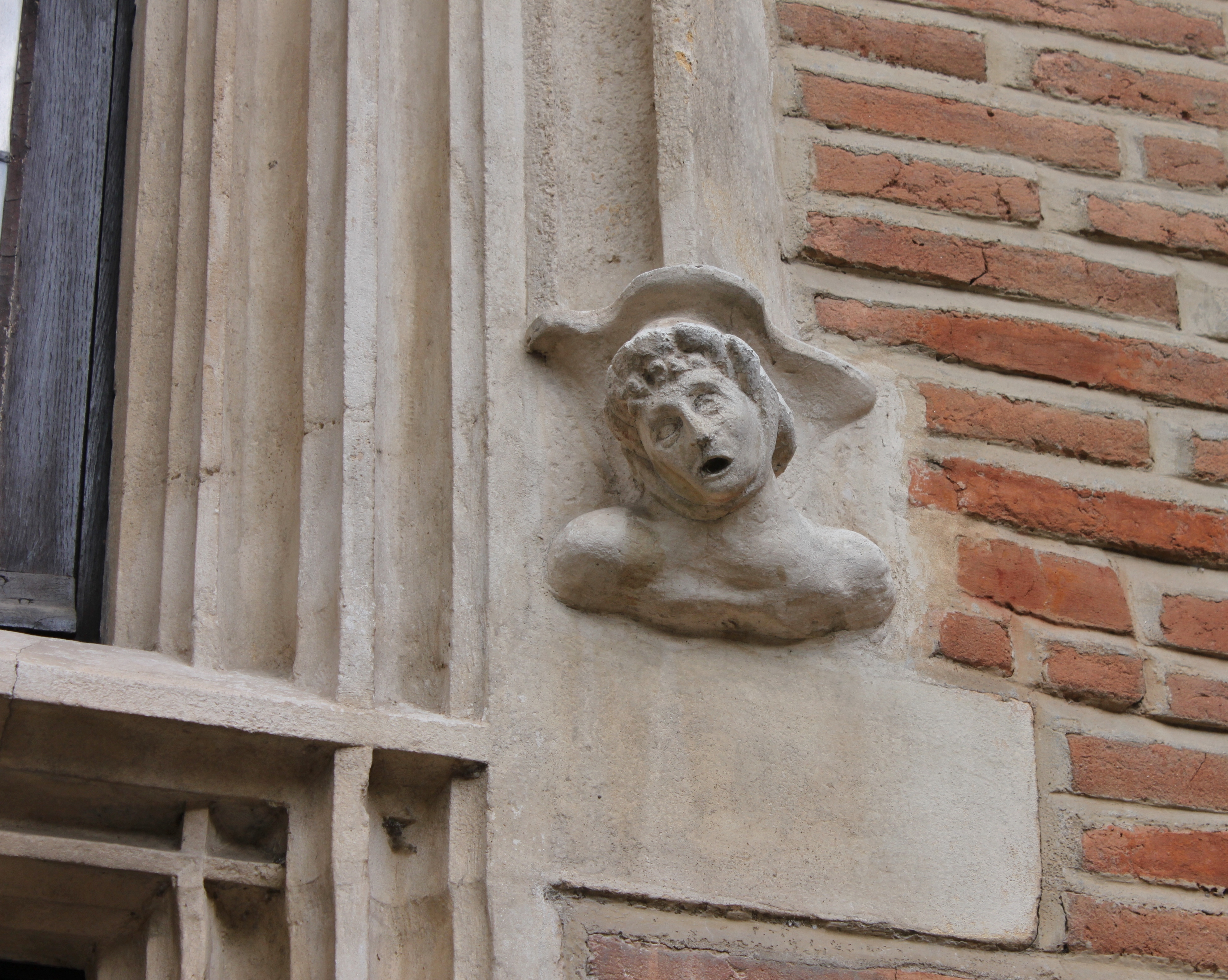
Culot sculpté (XVe siècle)
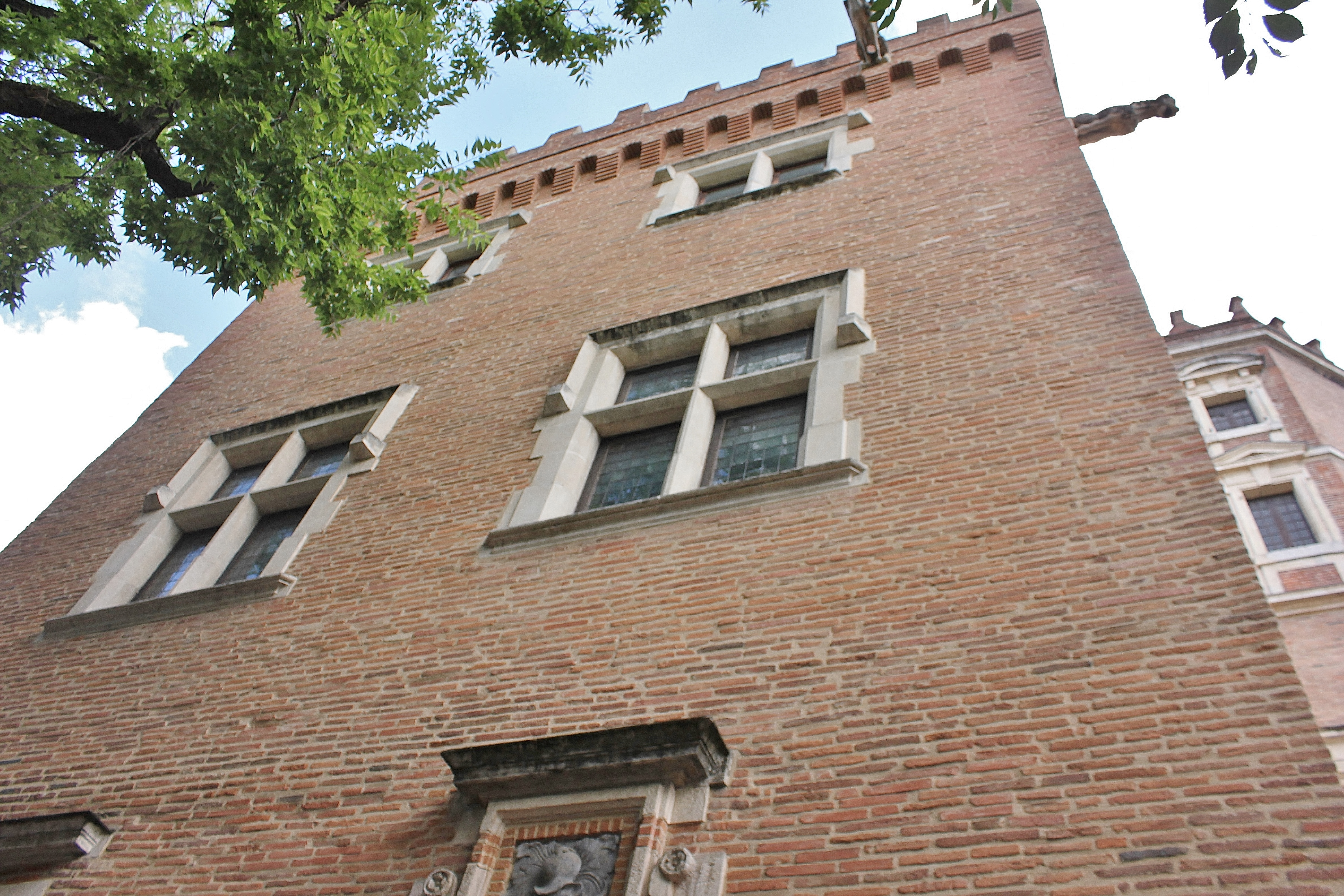
Façade et fenêtres refaites au XXe siècle
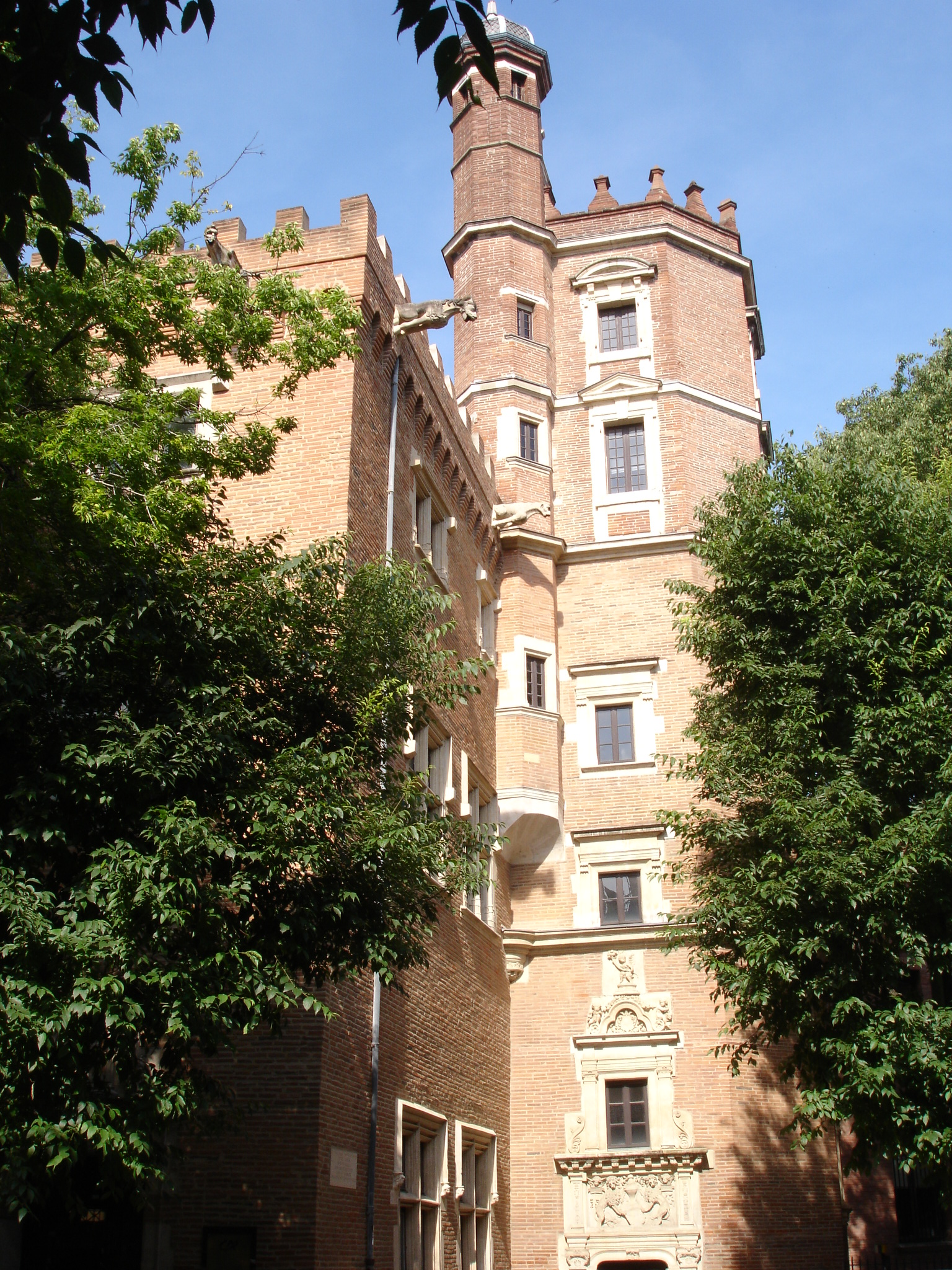
Tour Renaissance
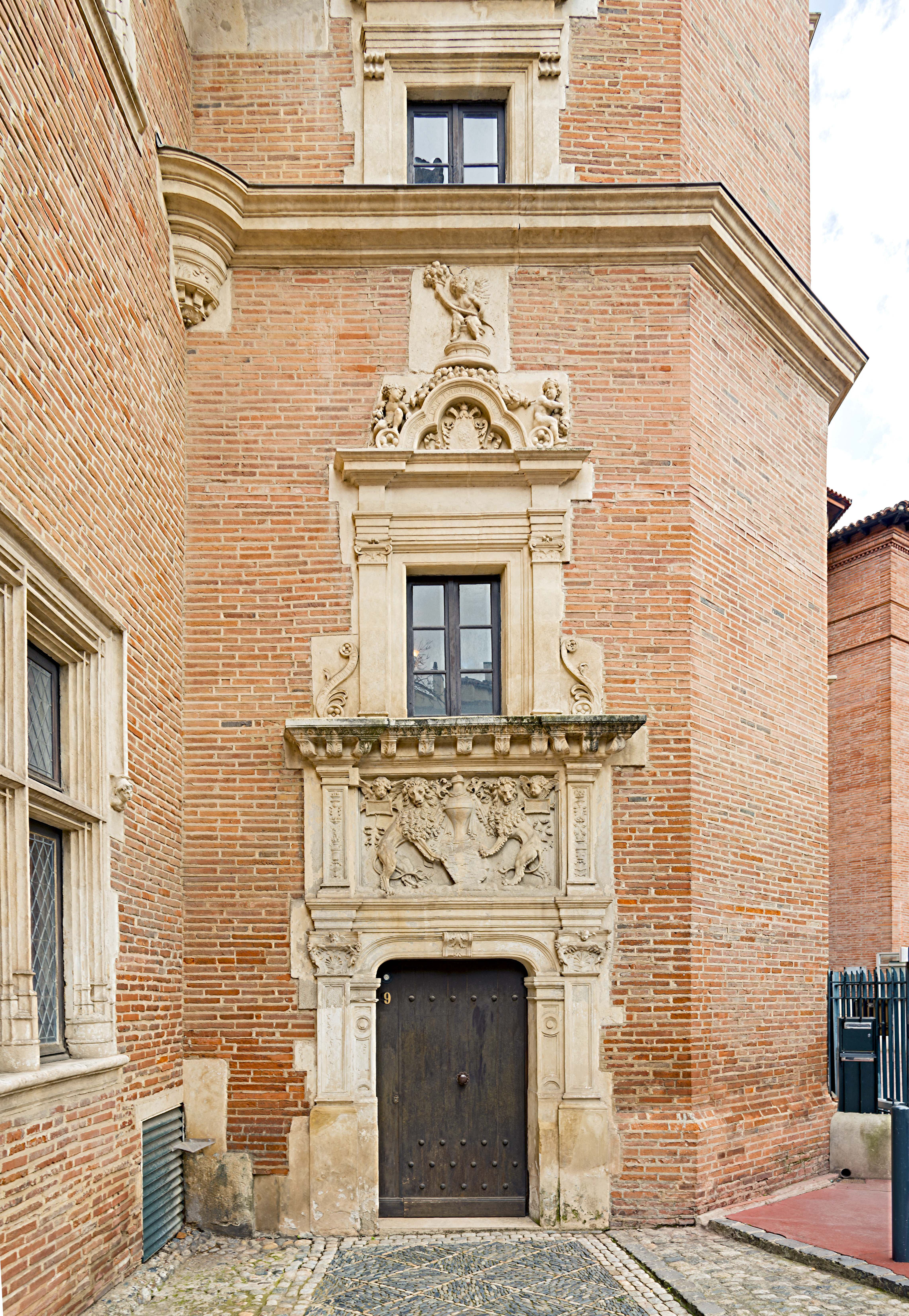
Porte de la tour
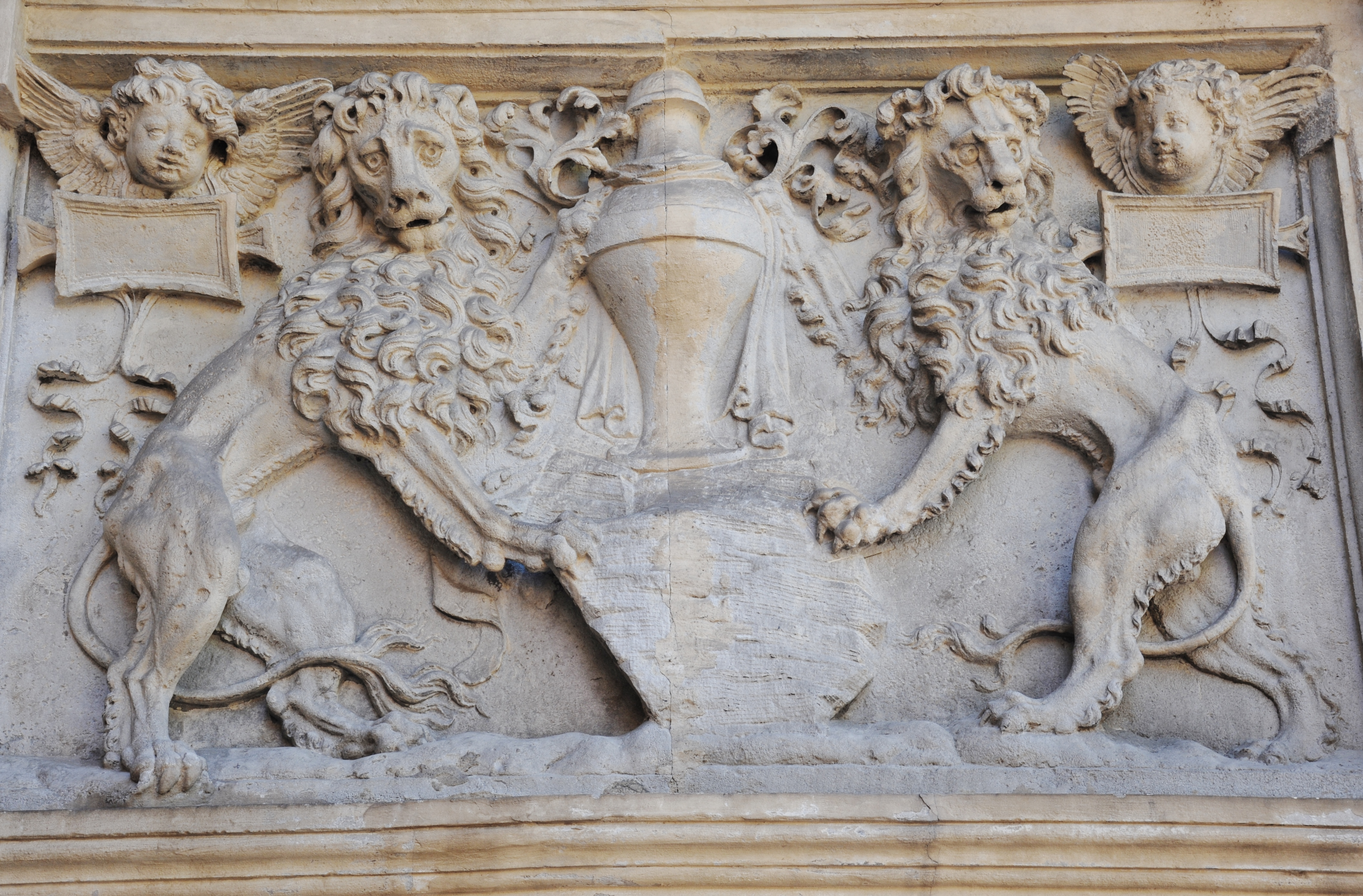
Lions encadrant une urne funéraire
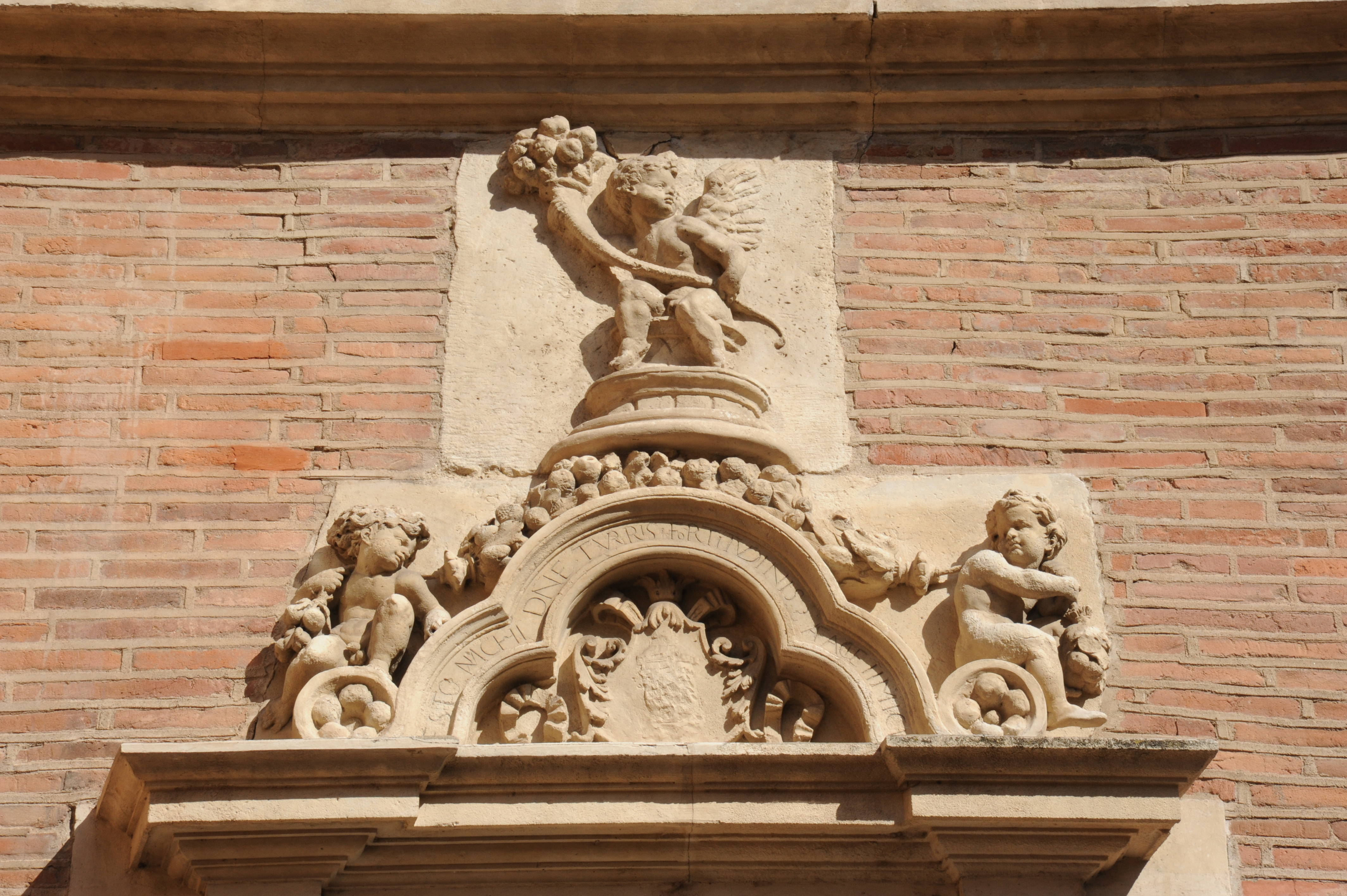
Putti et guirlandes d'abondance
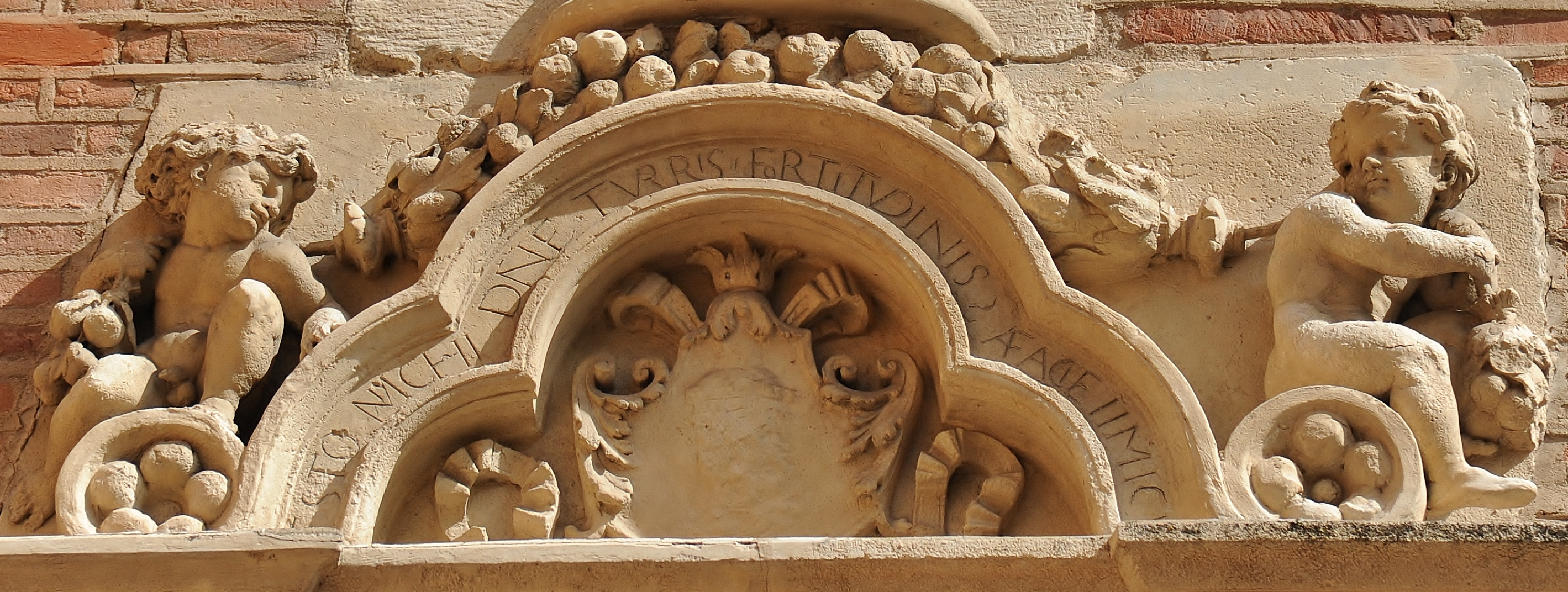
Devise en latin
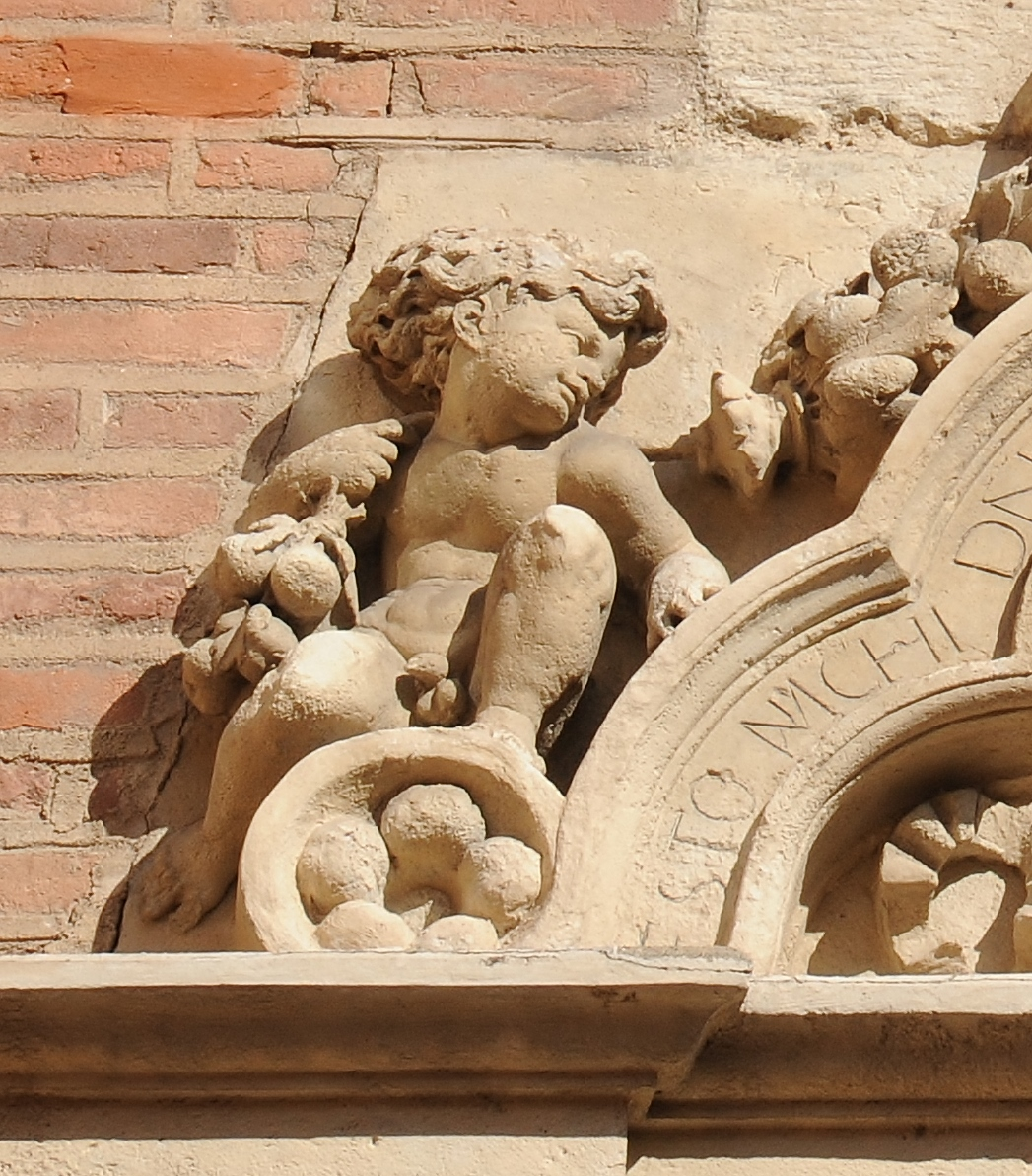
Détail d'un putto
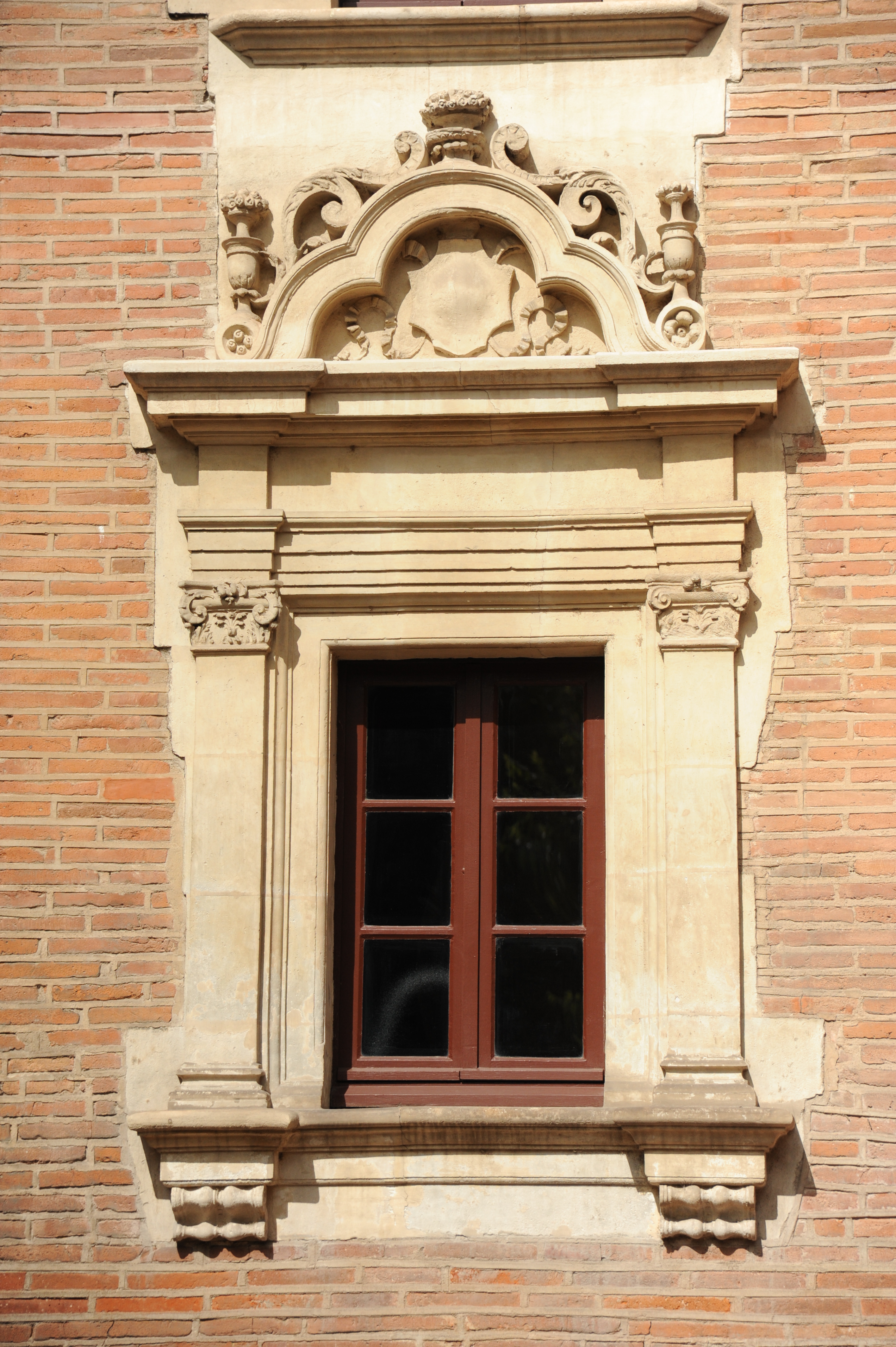
Fenêtre Renaissance sur la tour